# Срібний ведмідь за найкращу режисуру
«Срібний ведмідь» за найкращу режисуру (нім. Silberner Bär/Beste Regie) — приз, який вручають найкращому режисеру. Нагороду вручають на Берлінському кінофестивалі з 1956 року.
Найчастіше премію вигравали представники США, Франції, Італії, Великої Британії. Переважна більшість нагороджених — чоловіки, виняток становить жінка Астрід Хеннінг-Єнсен.
Найбільша кількість таких «ведмедів» за свою кар'єру отримали Маріо Монічеллі (три), Сатьяджит Рай і Карлос Саура (по два).

## Список нагороджених

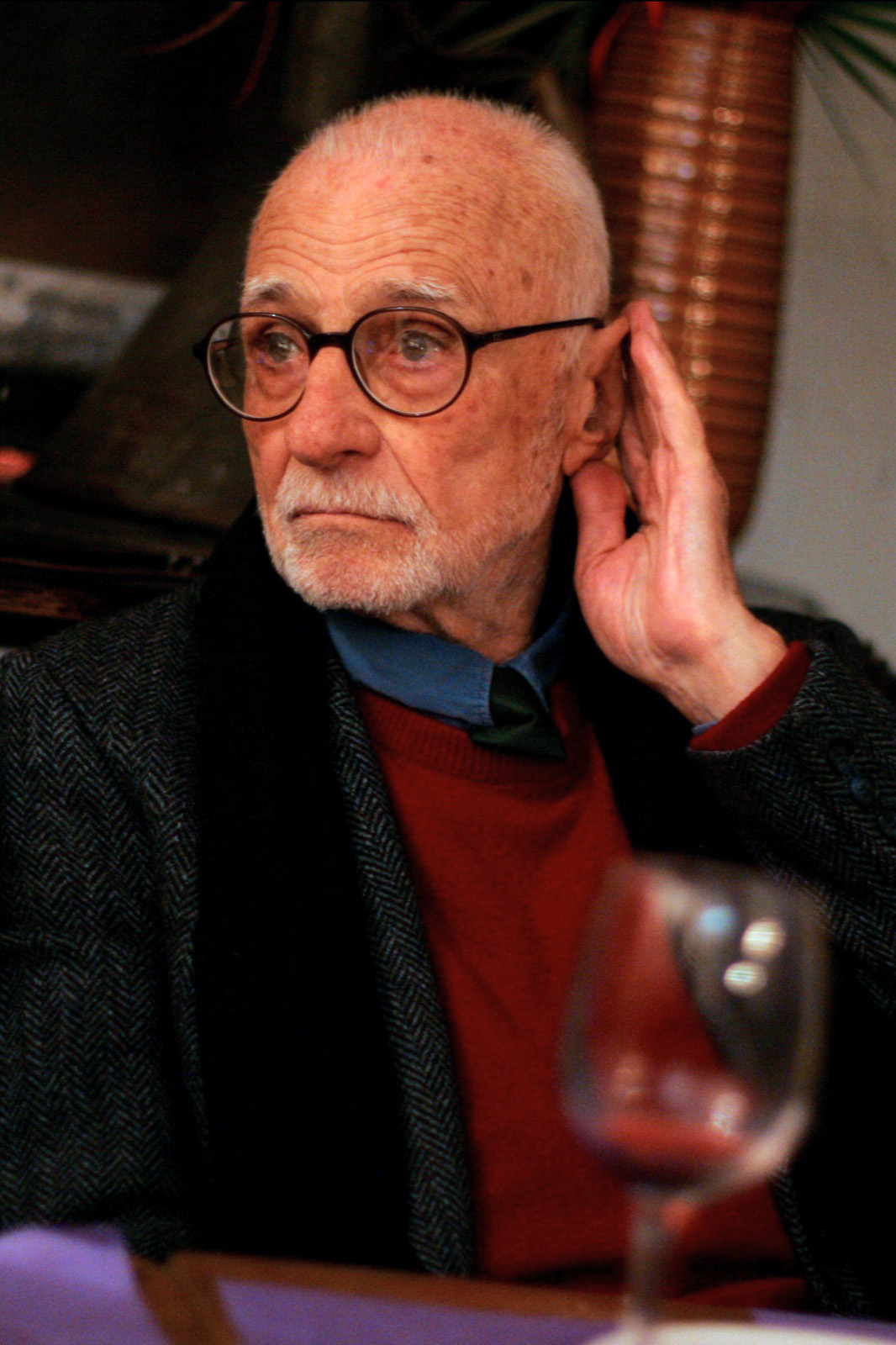
Маріо Монічеллі

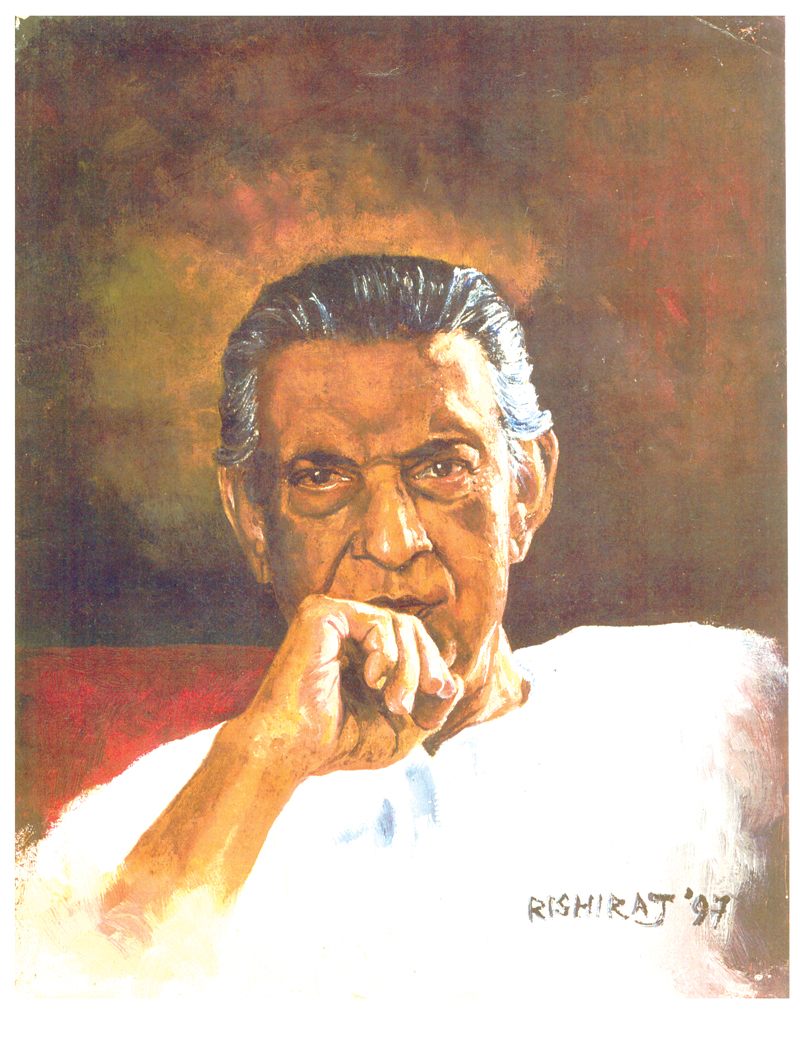
Сатьяджит Рай

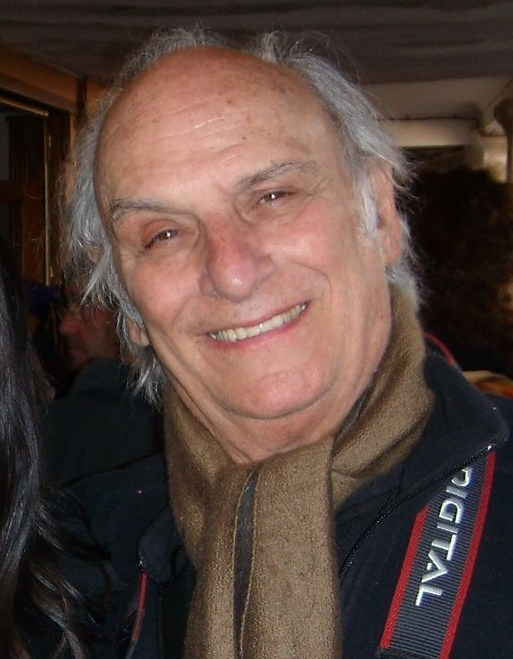
Карлос Саура

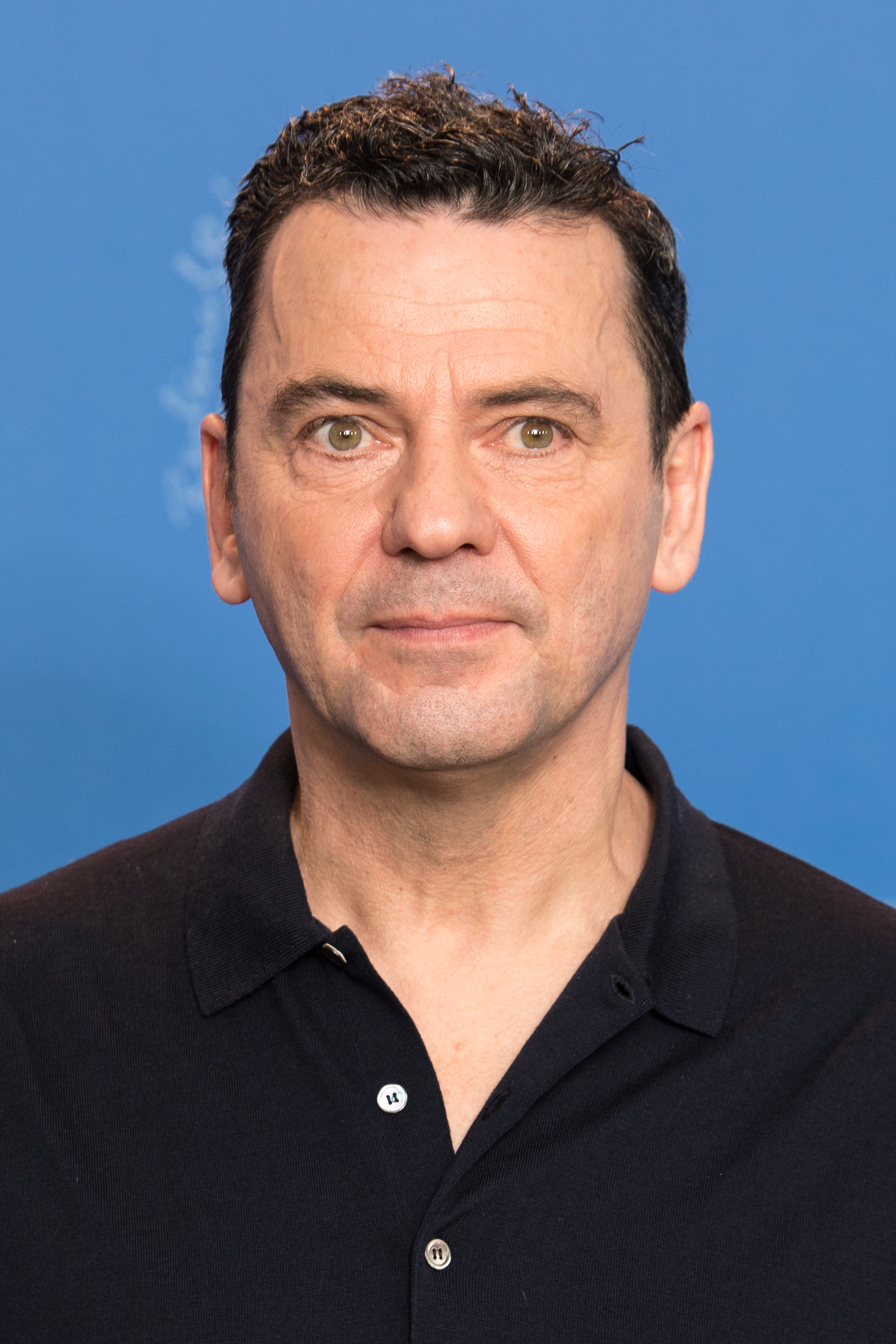
Крістіан Петцольд

Вес Андерсон

| Рік  | Режисер                             | Фільм                                |
| 1956 | Роберт Олдріч                       | Осіннє листя                         |
| 1957 | Маріо Монічеллі                     | Батьки та діти                       |
| 1958 | Тадасі Імаї                         | Повість про чисте кохання            |
| 1959 | Акіра Куросава                      | Троє негідників у прихованій фортеці |
| 1960 | Жан-Люк Годар                       | На останньому диханні                |
| 1961 | Бернхард Віккі                      | Диво батька Малахіаса                |
| 1962 | Франческо Розі                      | Сальваторе Джуліано                  |
| 1963 | Нікос Кундурос                      | Молоді Афродіти                      |
| 1964 | Сатьяджит Рай                       | Велике місто                         |
| 1965 | Сатьяджит Рай                       | Чарулата                             |
| 1966 | Карлос Саура                        | Полювання                            |
| 1967 | Живоін Павлович                     | Пробудження щурів                    |
| 1968 | Карлос Саура                        | Охолоджений м'ятний коктейль         |
| 1969 | Приз не присуджували                | Приз не присуджували                 |
| 1970 | Приз не присуджували                | Приз не присуджували                 |
| 1971 | Приз не присуджували                | Приз не присуджували                 |
| 1972 | Жан-П'єр Блан                       | Стара діва                           |
| 1973 | Приз не присуджували                | Приз не присуджували                 |
| 1974 | Приз не присуджували                | Приз не присуджували                 |
| 1975 | С. А. Соловйов                      | Сто днів після дитинства             |
| 1976 | Маріо Монічеллі                     | Дорогий Мікеле                       |
| 1977 | Мануель Гутьєррес Арагон            | Чорна зграя                          |
| 1978 | Георгій Дюлгеров                    | Авантаж                              |
| 1979 | Астрід Хеннінг-Йенсен               | Народжений взимку                    |
| 1980 | Іштван Сабо                         | Довіра                               |
| 1981 | Маркус Імхоф                        | Човен сповнена                       |
| 1982 | Маріо Монічеллі                     | Маркіз дель Грілло                   |
| 1983 | Ерік Ромер                          | Полін на пляжі                       |
| 1984 | Етторе Скола                        | Бал                                  |
| 1985 | Роберт Бентон                       | Місця в серці                        |
| 1986 | Г. Н. Шенгелая                      | Подорож молодого композитора         |
| 1987 | Олівер Стоун                        | Взвод                                |
| 1988 | Норман Джуїсон                      | Влада Місяця                         |
| 1989 | Душан Ганак                         | Я люблю, ти любиш                    |
| 1990 | Міхаель Ферхевен                    | Паскудне дівчисько                   |
| 1991 | Джонатан Деммі                      | Мовчання ягнят                       |
| 1991 | Ріккі Тоньяцці                      | Ультра                               |
| 1992 | Ян Труель                           | Капітан                              |
| 1993 | Ендрю Біркін                        | Цементний сад                        |
| 1994 | Кшиштоф Кесьлевський                | Три кольори: Білий                   |
| 1995 | Річард Лінклейтер                   | Перед сходом сонця                   |
| 1996 | Їм Хо                               | У сонця є вуха                       |
| 1996 | Річард Лонкрейн                     | Річард III                           |
| 1997 | Ерік Хойманн                        | Порт Джема                           |
| 1998 | Ніл Джордан                         | М'ясник                              |
| 1999 | Стівен Фрірз                        | Країна пагорбів та долин             |
| 2000 | Мілош Форман                        | Людина на Місяці                     |
| 2001 | Лінь Ченшен                         | Краса бетелю                         |
| 2002 | О. Д. Іоселіані                     | Ранок понеділка                      |
| 2003 | Патріс Шеро                         | Його брат                            |
| 2004 | Кім Кі Дук                          | Самаритянка                          |
| 2005 | Марк Ротемунд                       | Останні дні Софії Шолль              |
| 2006 | Майкл Вінтерботтом та Мат Вайткросс | Дорога на Гуантанамо                 |
| 2007 | Джозеф Сідар                        | Бофор                                |
| 2008 | Пол Томас Андерсон                  | Нафта                                |
| 2009 | Асгар Фархаді                       | Історія Еллі                         |
| 2010 | Роман Поланскі                      | Привид                               |
| 2011 | Ульріх Кехлер                       | Сонна хвороба                        |
| 2012 | Крістіан Петцольд                   | Барбара                              |
| 2013 | Девід Гордон Грін                   | Повелитель лавин                     |
| 2014 | Річард Лінклейтер                   | Юність                               |
| 2015 | Раду Жуде                           | Браво!                               |
| 2015 | Малгожата Шумовська                 | Тіло                                 |
| 2016 | Міа Гансен-Лев                      | Майбутнє                             |
| 2017 | Акі Каурісмякі                      | По той бік надії                     |
| 2018 | Вес Андерсон                        | Острів собак                         |
| 2019 | Ангела Шанелек                      | Я був удома, але                     |
| 2020 | Хон Сан Су                          | Жінка, яка втекла                    |
| 2021 | Денес Надь                          | Természetes fény                     |
| 2022 | Клер Дені                           | Avec amour et acharnement            |